# Dejuna mimica
Dejuna mimica is een insect uit de familie van de mierenleeuwen (Myrmeleontidae), die tot de orde netvleugeligen (Neuroptera) behoort. 
Dejuna mimica is voor het eerst wetenschappelijk beschreven door Stange in 1970.